# Arnoia (Espanha)

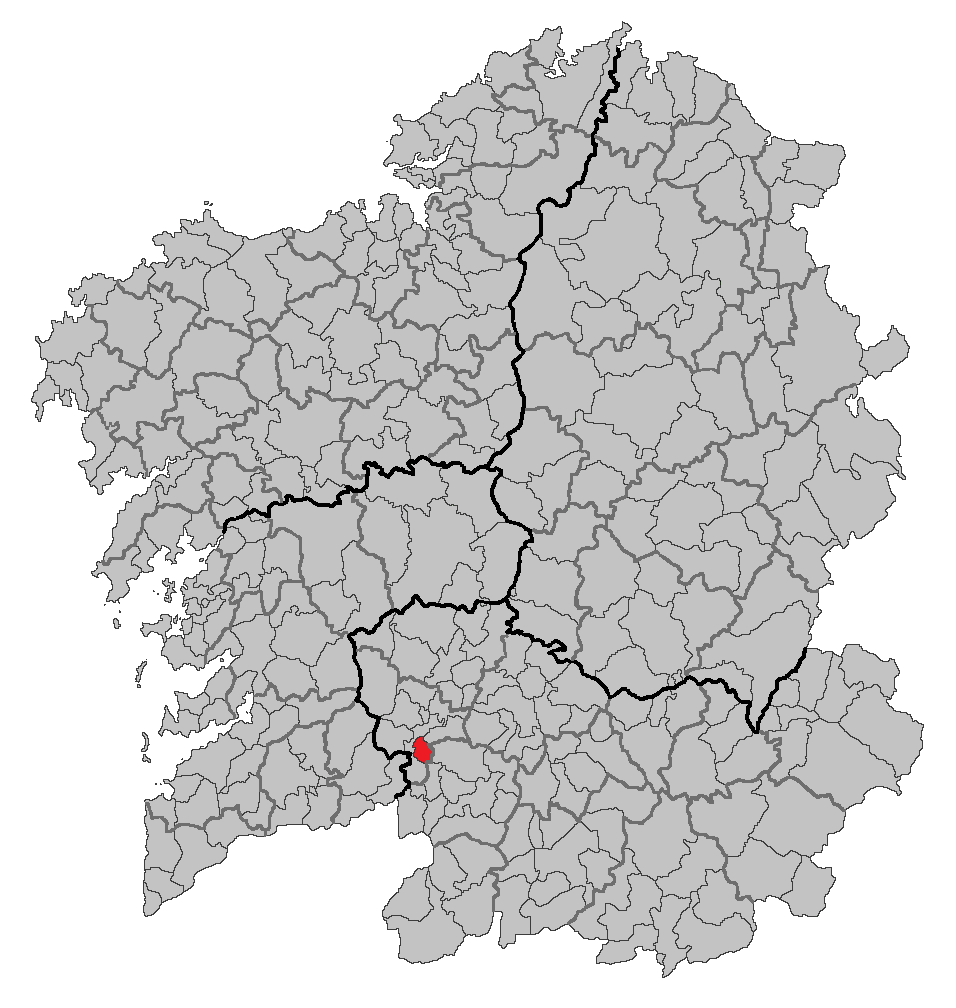
Localização da Arnoia

Arnoia (A Arnoia; em espanhol, Arnoya) é um município da Espanha na província de Ourense, comarca do Ribeiro, comunidade autónoma da Galiza, de área 20,8 km² com população de 1171 habitantes (2007) e densidade populacional de 56,3 hab./km².

## Demografia
| Variação demográfica do município entre 1991 e 2004 | Variação demográfica do município entre 1991 e 2004 | Variação demográfica do município entre 1991 e 2004 | Variação demográfica do município entre 1991 e 2004 |
| --------------------------------------------------- | --------------------------------------------------- | --------------------------------------------------- | --------------------------------------------------- |
| 1991                                                | 1996                                                | 2001                                                | 2004                                                |
| 1096                                                | 1209                                                | 1187                                                | 1247                                                |